# 藤井亮太 (ラグビー選手)
藤井 亮太（ふじい りょうた、1984年12月2日 - ）は、日本のラグビー選手。2012年より駿河台大学ラグビー部のBKコーチを務める。

## 人物
- 福岡県出身。
- ポジションはスタンドオフ(SO)。
- 身長 166cm、体重 77kg
- ニックネームは圭一。
- 関東代表に選ばれたことがある[1]。

## 略歴
2003年、佐賀工業高校卒業後、関東学院大学に入る。
2007年、関東学院大学卒業後、東芝ブレイブルーパスに加入。同年12月16日に行われたジャパンラグビートップリーグ第7節の三洋電機ワイルドナイツ戦に途中出場で公式戦初出場を果たす。
2011年、東芝ブレイブルーパスを退団し、翌2012年には駿河台大学ラグビー部のコーチに就任した。